# Colette Renard
Colette Renard   (Ermont, 1 de novembre de 1924 - Saint-Rémy-lès-Chevreuse, 6 d'octubre de 2010) va ser una actriu i cantant francesa, de nom real Colette Lucie Raget.
Com a actriu, va destacar la seva interpretació del paper protagonista del musical Irma la douce, obra teatral que interpretà durant una dècada, i va actuar també en una quinzena de pel·lícules i telefilms. Va rebre, entre d'altres, el premi de l'Acadèmia Charles Cros, el premi Georges Brassens, el Gran Premi del President de la República i la Legió d'Honor. També va ser una cantant prolífica, amb més de 50 discos publicats.
Publicà les autobiografies Raconte-moi ta chanson (1998) i Ceux qui s'aiment: bloc-notes 1956-2006 (2006).